# کریستی ولش
کریستی کریستی ولش (انگلیسی: Christie Welsh؛ زادهٔ ۲۷ فوریهٔ ۱۹۸۱) بازیکن فوتبال اهل ایالات متحده آمریکا است.
از باشگاه‌هایی که در آن بازی کرده‌است می‌توان به لس آنجلس سل، نیویورک پاور، باشگاه فوتبال کیف اوربرو دی‌اف‌اف، باشگاه فوتبال زنان المپیک لیون، و واشینگتن فریدام اشاره کرد.
وی همچنین در تیم ملی فوتبال زنان ایالات متحده آمریکا بازی کرده‌است.